# Сражение под Теребовлем
Сражение под Теребовлем на реке Серет — решающее столкновение между Изяславом Мстиславичем киевским и галицкими князьями, поддерживавшими Юрия Долгорукого в его борьбе за Киев. Произошло во вторник Фёдоровой недели, в конце мартовского 6661 года Киевской и Лаврентьевской летописей.

## История

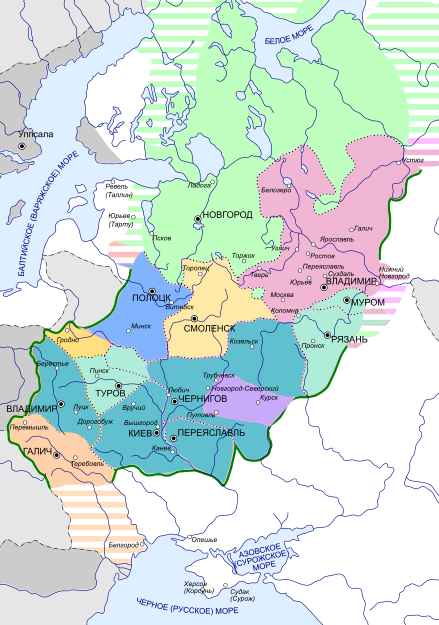
Тёмно-зелёным отмечены княжества, пославшие войска на Галич в 1154 году

Венгры помогли Изяславу Мстиславичу окончательно занять Киев  в 1151 году и разбили Владимира галицкого на реке Сане под Перемышлем в 1152 году. Владимир заключил с венграми отдельный мирный договор, чтобы избежать похода Изяслава на свои земли, и обещал вернуть захваченные ранее волынские города (Бужск, Шумск, Тихомль и др.), но не сделал этого.
Затем Изяслав был отвлечён походом на помощь своему союзнику, Изяславу Давыдовичу черниговскому, против Юрия, а затем осадой Святослава Ольговича в Новгороде-Северском. Изяслав вынудил Святослава отказаться от продолжения военных действий, одновременно признав его права на Новгород-Северский (чего не делал на первом этапе войны, в конце 1140-х). Таким образом, Изяслав последовательно выключил из борьбы двух из трёх своих основных противников и смог сконцентрироваться на борьбе с Владимиром галицким.
Посол Изяслава Мстиславича был изгнан из Галича, но Владимир умер, и его наследник Ярослав признал себя сыном Изяслава. Однако это также было лишь декларацией, на деле же галицкий князь на уступки не пошёл.

### Ход сражения

Замок в Теребовле

Собрав войска во Владимире-Волынском, Изяслав двинулся на Теребовль и встретился с передовыми частями галичан у реки Серет. Мстислав Изяславич и Владимир Андреевич с чёрными клобуками были отправлены биться с галичанами о реку, создавая видимость попыток переправы. В то же время Изяслав с основными силами, пользуясь сильнейшим туманом (не был виден конец копья), форсировал реку в другом месте и подошёл к Теребовлю. Основные силы галичан не успели придвинуться к реке и блокировать её. Князь Ярослав Осмомысл был отправлен боярами в Теребовль, туда же планировалось отступить в случае неудачного развития событий на поле боя.
Сражение протекало ожесточённо и с переменным успехом. Изяслав обратил в бегство противостоящие ему галицкие полки, а его братья сами бежали от других галицких полков, что даёт основание говорить о расчленённом по фронту боевом порядке обеих сторон. К вечеру галичане начали отступление за крепостные стены, а Изяслав поднял прежде захваченные им вражеские стяги. Многие галичане восприняли это как сигнал сбора, устремились к ним и были пленены Изяславом. Потери галичан пленными превосходили уцелевшую в бою часть киевской дружины. Этот факт вместе с опасностью ночной вылазки из города подтолкнул Изяслава к тому, чтобы уничтожить пленных, за исключением бояр.

### Значение
Победой под Теребовлем Изяслав завершил серию побед над своими противниками. Двинувшийся в том же году на юг Юрий дошёл только до Козельска, откуда повернул назад по причине конского падежа.